# Raïon de Maïma
Le raïon de Maïma (en russe : Майминский район), ou aïmak de Maïma (altaï méridional : Майма аймак) est un raïon de la république de l'Altaï, en fédération de Russie. Son chef-lieu administratif est Maïma.

## Géographie

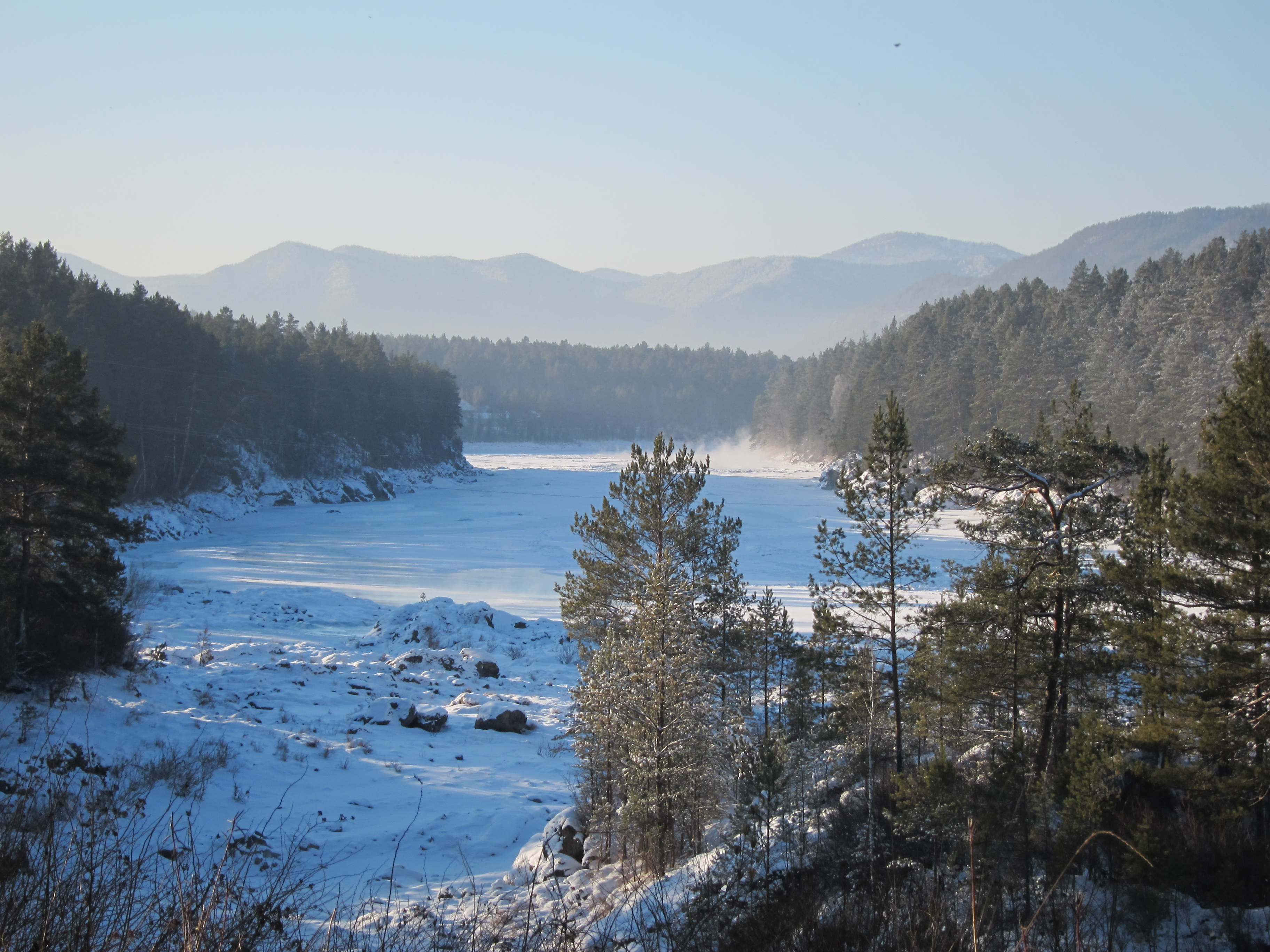
Katun en hiver

## Politique et administration

### Statut
Le raïon est un des dix raïons de la république de l'Altaï, dans le district fédéral sibérien. Il est un raïon municipal, et comporte ainsi plusieurs municipalités à l'intérieur de lui.

### Tendances politiques
| Scrutin             | 1er tour | 1er tour | 1er tour | 1er tour | 1er tour | 1er tour | 1er tour | 1er tour | 1er tour | 1er tour | 1er tour | 1er tour | 2d tour                  | 2d tour                  | 2d tour                  | 2d tour                  | 2d tour                  | 2d tour                  | 2d tour                  | 2d tour                  | 2d tour                  | 2d tour                  |
| Scrutin             | 1er      | 1er      | %        | 2e       | 2e       | %        | 3e       | 3e       | %        | 4e       | 4e       | %        | 1er                      | 1er                      | %                        | 2e                       | 2e                       | %                        | 3e                       | %                        | 4e                       | %                        |
| ------------------- | -------- | -------- | -------- | -------- | -------- | -------- | -------- | -------- | -------- | -------- | -------- | -------- | ------------------------ | ------------------------ | ------------------------ | ------------------------ | ------------------------ | ------------------------ | ------------------------ | ------------------------ | ------------------------ | ------------------------ |
| Présidentielle 2012 |          | ER       | 58,59    |          | KPRF     | 19,88    |          | LDPR     | 8,85     |          | SE       | 7,48     | Victoire au premier tour | Victoire au premier tour | Victoire au premier tour | Victoire au premier tour | Victoire au premier tour | Victoire au premier tour | Victoire au premier tour | Victoire au premier tour | Victoire au premier tour | Victoire au premier tour |
| Présidentielle 2018 |          | ER       | 64,71    |          | KPRF     | 24,43    |          | LDPR     | 7,02     |          | GRANI    | 0,89     | Victoire au premier tour | Victoire au premier tour | Victoire au premier tour | Victoire au premier tour | Victoire au premier tour | Victoire au premier tour | Victoire au premier tour | Victoire au premier tour | Victoire au premier tour | Victoire au premier tour |

### Municipalités
| N° | Établissements ruraux              | Nom russe complet                 | Habitants Population en 2023 | Centre administratif | Localités | Supeficie km2 |
| -- | ---------------------------------- | --------------------------------- | ---------------------------- | -------------------- | --------- | ------------- |
| 1  | Établissement rural de Birioulia   | Бирюлинское сельское поселение    | 1379                         | Birioulia            | 4         | 304,00        |
| 2  | Établissement rural de Kyzyl-Oziok | Кызыл-Озёкское сельское поселение | 6662                         | Kyzyl-Oziok          | 6         | 420,00        |
| 3  | Établissement rural de Maïma       | Майминское сельское поселение     | 19 010                       | Maïma                | 6         | 159,00        |
| 4  | Établissement rural de Manjerok    | Манжерокское сельское поселение   | 1587                         | Manjerok             | 2         | 89,00         |
| 5  | Établissement rural de Soïouzga    | Соузгинское сельское поселение    | 1211                         | Soïouzga             | 3         | 39,00         |
| 6  | Établissement rural d'Oust-Mouny   | Усть-Мунинское сельское поселение | 526                          | Oust-Mouny           | 4         | 160,00        |

### Localités
| Liste des localités | Liste des localités | Liste des localités | Liste des localités | Liste des localités | Liste des localités | Liste des localités | Liste des localités                |
| N°                  | Localité            | Nom russe           | Statut              | Fondation           | Population 2010     | Population 2021     | Municipalité                       |
| ------------------- | ------------------- | ------------------- | ------------------- | ------------------- | ------------------- | ------------------- | ---------------------------------- |
| 1                   | Aleksandrovka       | Александровка       | village             | 1860                | 317                 | 277                 | Établissement rural de Birioulia   |
| 2                   | Alfiorovo           | Алфёрово            | possiolok           |                     | 1074                | 1704                | Établissement rural de Kyzyl-Oziok |
| 3                   | Barangol            | Барангол            | possiolok           |                     | 120                 | 56                  | Établissement rural d'Oust-Mouny   |
| 4                   | Birioulia           | Бирюля              | village             | 1775                | 679                 | 709                 | Établissement rural de Birioulia   |
| 5                   | Verkh-Karagouj      | Верх-Карагуж        | village             |                     | 452                 | 441                 | Établissement rural de Maïma       |
| 6                   | Verkhni Saïdys      | Верхний Сайдыс      | possiolok           |                     | 2                   | 2                   | Établissement rural de Kyzyl-Oziok |
| 7                   | Doubrovka           | Дубровка            | possiolok           | 1922                | 400                 | 484                 | Établissement rural de Maïma       |
| 8                   | Izvetkovy           | Известковый         | possiolok           |                     | 48                  | 44                  | Établissement rural d'Oust-Mouny   |
| 9                   | Karassouk           | Карасук             | village             |                     | 288                 | 254                 | Établissement rural de Kyzyl-Oziok |
| 10                  | Karlouchka          | Карлушка            | possiolok           |                     | 413                 | 409                 | Établissement rural de Maïma       |
| 11                  | Karym               | Карым               | possiolok           |                     | 75                  | 44                  | Établissement rural d'Oust-Mouny   |
| 12                  | Kyzyl-Oziok         | Кызыл-Озёк          | village             |                     | 4052                | 4513                | Établissement rural de Kyzyl-Oziok |
| 13                  | Maïma               | Майма               | village             | 1810                | 16174               | 16890               | Établissement rural de Maïma       |
| 14                  | Manjerok            | Манжерок            | village             | 1856                | 1535                | 1339                | Établissement rural de Manjerok    |
| 15                  | Oziornoïe           | Озёрное             | village             |                     | 170                 | 248                 | Établissement rural de Manjerok    |
| 16                  | Podgornoïe          | Подгорное           | village             |                     | 472                 | 711                 | Établissement rural de Maïma       |
| 17                  | Rybalka             | Рыбалка             | possiolok           | 1880                | 43                  | 75                  | Établissement rural de Maïma       |
| 18                  | Soïouzga            | Соузга              | village             | 1802                | 1146                | 1028                | Établissement rural de Soïouzga    |
| 19                  | Sredni Saïdys       | Средний Сайдыс      | village             | 1726                | 194                 | 187                 | Établissement rural de Kyzyl-Oziok |
| 20                  | Tourbaza «Iounost»  | Турбаза «Юность»    | possiolok           |                     | 45                  | 83                  | Établissement rural de Soïouzga    |
| 21                  | Oulaloutchka        | Улалушка            | possiolok           |                     | onze                | 2                   | Établissement rural de Kyzyl-Oziok |
| 22                  | Ourlou-Aspak        | Урлу-Аспак          | village             | 1860                | 408                 | 329                 | Établissement rural de Birioulia   |
| 23                  | Oust-Mouny          | Усть-Муны           | village             | 1876                | 437                 | 382                 | Établissement rural d'Oust-Mouny   |
| 24                  | Filial              | Филиал              | possiolok           |                     | 18                  | 64                  | Établissement rural de Birioulia   |
| 25                  | Tcheremchanka       | Черемшанка          | possiolok           |                     | 69                  | 100                 | Établissement rural de Soïouzga    |